# Езерото на шампанското
Езерото на шампанското (на английски: Champagne Pool) e кратерно езеро намиращо се на Северния остров в Нова Зеландия, на около 30 км югозападно от град Роторуа и на 50 км североизточно от езеро Таупо. Диаметъра на кратера е 65 метра, дълбочината му е около 62 метра и езерото е напълнено с 50 000 м³ вода.
На мястото му имало удивително красиви бели и розови скални тераси, но през 1886 г. изригнал вулканът Маунт Тарауера. От кратера се издигали пламъци на височина 300 м., а тътенът от изригванията се чувал на 160 км. На мястото на терасите се появило блестящо смарагдово зелено езеро, димящи от пара скали и нови тераси, оцветени в зелено, оранжево, кафяво и черно.
Топлият извор който днес затопля езерото се формирал преди около 900 години. Този извор затопля водата на езерото до температура, достигаща 260 °C, но температурата спада когато водата достигне повърхността на езерото, така че температурата на повърхността на езерото е между 73 °C и 75 °C.